# Свейтн Пьосон
Свейтн Пьосон (на исландски: Sveinn Björnsson, произнася се /ˈsveitn̪ ˈpjœsːɔn/, 27 февруари 1881 – 25 февруари 1952) е син на Пьортн Йоунсон (редактор и по-късно министър) и Елисабет Свейнсдоухтир и първи президент на Република Исландия.
Роден е в Копенхаген, Дания. Става член на Алтинга (исландския парламент) през 1914 г. и на градския съвет на Рейкявик през 1912 г. и е негов председател в периода 1918 – 1920 г. След обявяването на независимостта на Исландия от Дания през 1918 г., осъществена като автономия, е датски министър за Исландия в периодите 1920 – 1924 и 1926 – 1940 г.
Макар че Исландия е независима още през 1918 г., нейните външни работи се ръководят от Дания до началото на Втората световна война. Германската окупация на Дания, започнала през май 1940 г., резултира в пълната автономност на Исландия, при което Пьосон е избран за регент общо 3 пъти в периода 1941 – 1943 г., приемайки всички прерогативи относно Исландия, намирали се преди това в ръцете на датския крал Кристиан X. През юли 1941 г. американски сили навлизат в Исландия по покана на правителството на Пьосон, като остават на исландска земя в намален брой и след войната. Продължителното им присъствие буди основната полемика около външната политика на републиката.
Избран е за президент от Алтинга при официалното обявяване на републиката през 1944 г. Първият му мандат трае само година, защото исландският народ де факто избира своя първи президент едва през 1945 г. Пьосон обаче няма опозиция през 1945 г. и отново през 1949 г. Почива в Рейкявик през 1952 г. – повече от година преди края на 3-тия му мандат. Той е и единственият президент, починал, докато е още на длъжност.
Той е сред основателите на Еймскипафйелак Исландс (Eimskipafélag Íslands) – основната корабна компания в Исландия, и е неин председател от 1914 до 1920 и от 1924 до 1926 г. Основател е и на осигурителната компания Брунабоутафйелак Исландс (Brunabótafélag Íslands) и директор от нейното основаване през 1916 до 1920 г. Освен това е и сред основателите на осигурителната компания Сьоуваутрюгинкафйелак Исландс (Sjóvátryggingafélag Íslands).
Свейтн е и сред основателите на Исландския Червен кръст (10 декември 1924) и неговият първи председател, останал на поста до 1926 г.
Синът му Пьорн Пьосон служи в германските военни сили Schutzstaffel (СС).